# 大手モール停留場
大手モール停留場（おおてモールていりゅうじょう）は、富山県富山市総曲輪に設置されている、富山地方鉄道富山軌道線（富山都心線）の停留場である。駅番号はC24。
併用軌道に設置されている。

## 歴史
- 2009年（平成21年）12月23日：富山地方鉄道の停留場として開業。

## 停留場構造
単式ホーム1面1線の地上駅。上屋を持ち、バリアフリー化されている。

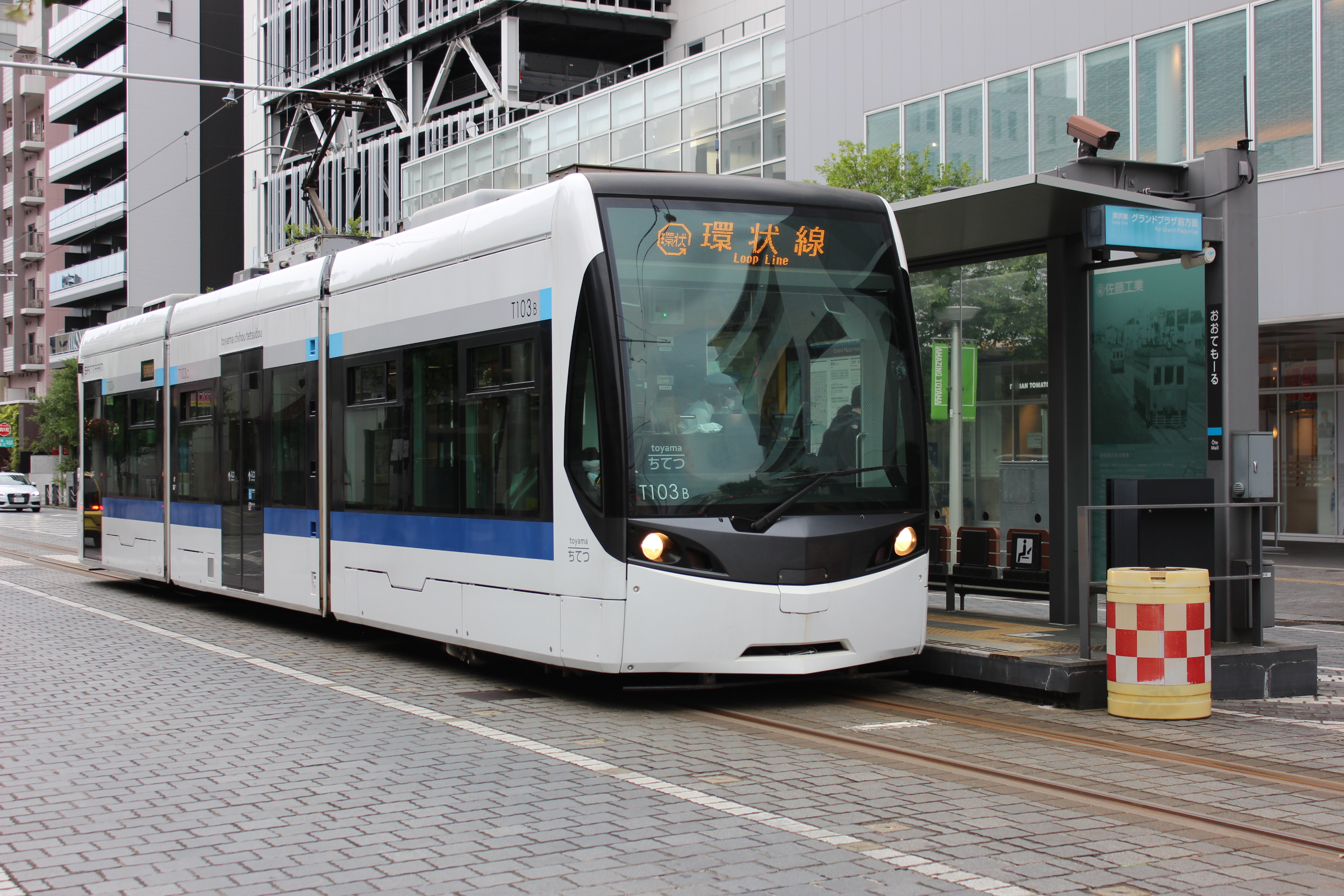
大手モール停留場に停車中のT100形電車（2020年7月）

## 停留場周辺
- 大手モール（大手町通り）
- 富山市民プラザ
- ユウタウン総曲輪（JMAX THEATER とやま・天然温泉 富山 剱の湯 御宿 野乃）
- 総曲輪通り商店街
- 総曲輪フェリオ（大和富山店）
- グランドプラザ
- 一番町スクエアビル（北陸銀行越前町支店、朝日印刷本社）
- 富山越前町郵便局
- 千石町通り商店街
- 秋水美術館

## 隣の停留場
富山地方鉄道
富山軌道線（富山都心線）
国際会議場前停留場 (C23) → 大手モール停留場 (C24) → グランドプラザ前停留場 (C25)